# 蒙特利尔议定书
- 關於1999年通过的空难赔偿的公約，請見「蒙特利尔公約」。

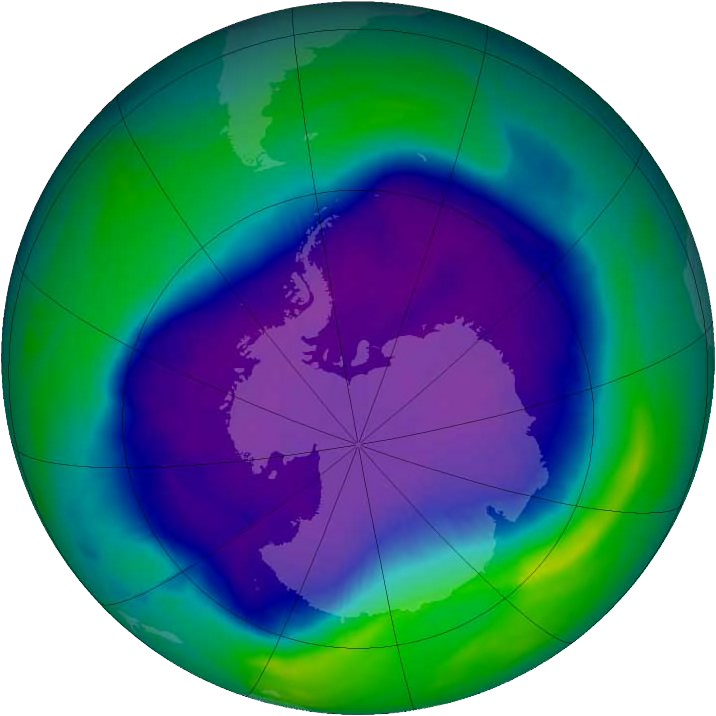
臭氧層破洞，2006年9月

《蒙特婁議定書》，全名為《蒙特婁破壞臭氧層物質管制議定書》或《关于消耗臭氧层物质的蒙特利尔议定书》，是聯合國為了避免工業產品中的氟氯碳化物對地球臭氧層繼續造成惡化及損害，承續1985年保護臭氧層維也納公約的大原則，於1987年9月16日邀請所屬26個會員國在加拿大蒙特婁所簽署的環境保護議定書。該議定書自1989年1月1日起生效。

## 议定书主要内容及沿革
议定书的主要内容和修订情况如下：

### 1987年版本
蒙特婁議定書中對CFC-11、CFC-12、CFC-113、CFC-114、CFC-115等五項氟氯碳化物及三項海龍的生產做了嚴格的管制規定，並規定各國有共同努力保護臭氧層的義務，凡是對臭氧層有不良影響的活動，各國均應採取適當防治措施，影響的層面涉及電子光學清洗劑、冷氣機、發泡劑、噴霧劑、滅火器......等等。各国还应当定期召开大会及报告淘汰消耗臭氧层物质的数量和进度，并以法规等手段促进代替CFC等物质的替代品和替代技术的研发。此外，議定書还要求各国考虑采用何种机制实现在技术援助方面的合作。

### 第一次调整案及伦敦修正案
議定書中雖然規定將氟氯碳化物的生產凍結在1986年的規模，並要求已開發國家在1988年減少50%的製造，同時自1994年起禁止海龍的生產。但是1988年的春天，美國太空總署發表了「全球臭氧趨勢報告」，報告中指出全球遭破壞的臭氧層並不僅止於南極與北極的上空，也間接證實了蒙特婁議定書對於氟氯碳化物的管制仍嫌不足。
聯合國有鑑於此，便於1990年6月在英國倫敦召開蒙特婁議定書締約國第二次會議，並對議定書內容作了大幅之修正，其中最為重要者即為擴大列管物質，除原有列管项目之外，另增加CFC-13等10種物質、四氯化碳以及三氯乙烷，共計12種化學物質，並要求加速提前於2000年完全禁用CFC和海龙（附件A第1组、第二组和附件B第一组）等物質

### 第二次调整案及哥本哈根修正案
哥本哈根修正案将34种氢溴氟烃加入受控物质清单中，不再称氢氯氟烃为过渡物质，要求已开发国家和发展中国家分别在2030年和2040年之前停止氢氯氟烃的生产和使用，并强化了各缔约方向议定书缔约方大会秘书处报送受控物质数据的要求。调整案则是将已开发国家氯氟烃和海龙的生产消费停止期限提前了4年。

### 第三次调整案
第三次调整案于1995年12月在维也纳召开的第七次缔约方大会上通过。调整案的主要内容是提出甲基溴淘汰的时间表，允许发展中国家推迟10年完成CFC和海龙等物质的淘汰。

### 第四次调整案及蒙特利尔修正案
蒙特利尔修正案的主要内容是对禁止缔约方向非缔约方出口各类消耗臭氧层物质，并建立进出口许可证制度以监督和约束缔约方之间的管控物质进出口活动。调整案则将甲基溴的淘汰期限从原来的2010年/2020年提前到2005年/2015年。

### 第五次调整案及北京修正案
北京修正案将溴氯甲烷加入管控物质清单中，规定了氢氯氟烃的进出口限制。调整案则调整了CFC类物质的淘汰时间表。

### 第六次调整案
2007年9月通过的第6次调整案将氢氯氟烃的淘汰年限提前了10年，规定发达国家和发展中国家分别应当在2030和2040年之前实现氢氯氟烃的完全淘汰。

## 簽訂歷程
1987年9月，美國及其他23個國家簽署了「蒙特婁議定書」——一份國際間對臭氧層問題的協議。議定書中規定將氟氯碳化物的生產凍結在1986年的規模，並在1988年前於工業國家中減少50%的製造，以及凍結海龍的生產。但是1988年的春天，美國太空總署發表「全球臭氧趨勢報告」，顯示出全球的臭氧層並不僅止於在一般宣稱的南北極地區的上空有被侵蝕的現象。證實了蒙特婁議定書中對氟氯碳化物的逐步汰換，其實是太少而且太晚了些。
1989年5月，在聯合國的發起下，80個國家代表齊聚赫爾辛基，正式通過一項宣言，其中同意儘早將蒙特婁議定書中列管的化學物質逐步汰換，但是絕不晚於西元兩千年。
瑞典是第一個跨越書面背書，且加速進行廢除使用氟氯碳化物時間表的國家。1988年6月，瑞典國會通過在1995年禁用氟氯碳化物的立法。經過與工業界廣泛的討論後，瑞典政府訂定逐步汰換冷凍滅菌劑和在1988年以前仍可繼續使用氟氯碳化物噴劑的時間表，其用於包裝的年限為1989；溶劑及泡綿的使用年限為1991年，其用於硬泡綿、乾洗及冷卻劑的最晚年限為1994年。瑞典使用氟氯碳化物的量，其實僅佔全世界的1%使用量，所以對其他的國家而言，尤其那些大宗使者，是急需將瑞典視為主要典範來學習追隨的。
環境主義者確信，氟氯碳化物與海龍的放射物可以藉氟氯碳化物的回收再製，與替代化學物的使用而降低極高的百分比。

## 影響

### 工業界
各种消耗臭氧层物质曾广泛地在制冷空调、泡沫、清洗、农业、消防等行业使用。蒙特利尔议定书的签署意味着各缔约方境内的相关行业都需要进行技术研发和生产线改造，以改变依赖消耗臭氧层物质的生产工艺或产品。按照议定书的规定，已开发国家需要主动进行产业改造，并通过多边基金机制，对发展中国家的技术和资金需求提供必要的援助。发展中国家自身及其产业也需要投入资金和研发力量进行消耗臭氧层物质的替代。
在家用制冷行业，冰箱曾普遍使用CFC-12作为制冷剂，CFC-11作为热绝缘材料的发泡剂。CFC-12制冷剂的替代方案主要有两种，即使用HFC-134a或异丁烷（ASHRAE编号R600a）作为制冷剂。HFC-134a在美国和欧洲应用较早，并影响了其他国家如日本的替代技术路线。但HFC-134a对生产线配套设备投资要求高，维修难度大，并不适合技术水平较低的发展中国家使用。异丁烷在欧洲一些企业中得到应用，并被德国介绍到中国冰箱制造业(海爾集團)，作为主要的替代技术，但由于安全充注量的限制而不能用于大型冰箱。发泡剂方面，美国等国家曾使用HCFC-141b作为过渡替代物，但在德国、意大利等欧洲国家的影响下，环戊烷发泡已成为冰箱绝缘层制造中的主流技术，HCFC-141b的使用正在随着议定书规定的时间表逐渐停止。
房间空调器行业中，已开发国家和发展中国家都曾使用HCFC-22作为主要的替代CFC-12的制冷剂，在哥本哈根修正案要求淘汰HCFC-22之后，美国转为使用R410A（HFC-32和HFC-125以1:1比例混合得到的制冷剂），中国和印度等发展中国家则使用R290（即丙烷）作为主要的替代制冷剂。在制冷量较大的机型中，由于R290的可燃性和随之而来的充灌量限制，只能使用R410A制冷剂，但R410A的GWP值高，未来使用可能受到联合国气候变化框架公约的限制，因此业界正在寻找该方面用途的替代品。
发展中国家的工商制冷/空调行业曾普遍以HCFC作为过渡替代品。从2010年开始，这些国家逐渐启动了寻找新物质替代HCFC的工作。由于行业产品的细分化，替代品的选择需要综合考虑安全、环境、系统相容性等因素。目前使用较广的HCFC替代品包括HFC-32、HFC-134a、R410A、氨、二氧化碳等。
泡沫行业因蒙特利尔议定书的限制，从原来使用的CFC-11和HCFC-141b发泡剂转向环戊烷或HFC-245fa发泡剂。这两种发泡技术均可生产出性能接近于原来水平的泡沫产品，但环戊烷技术的阻燃性能不足和HFC的高GWP值促使业界继续探寻更好的替代技术，水/甲酸甲酯技术和二氧化碳技术都是目前研究较多的替代技术。
清洗行业除了以HFC-245fa替代CFC、HCFC类清洗剂以外，也进行多种物理和化学清洗方式的研发。由于清洗工艺涉及的产品和行业众多，清洗行业CFC和HCFC的替代呈现出更加多样化的特点。基于水基清洗剂的清洗、超声清洗、激光清洗等手段都被应用。
药用气雾剂行业可分为吸入类和非吸入类两个子行业，两个子行业均使用HFC-134a和HFC-227作为主要的替代物，在非吸入类气雾剂替代中二甲醚、异丁烷和惰性压缩气体也是常见的替代品。
过去以生产CFC、HCFC等产品为主要业务的氟化工产业受蒙特利尔议定书的影响，转而进行主要替代品种类之一的HFC类产品的生产。由于HFC开发难度高，投入很大，不少企业采用申请专利的手段保护其研究成果，如HFC-134a和HFO-1234yf都处于专利保护下。各国氟化工企业因此都十分重视具有自主知识产权的替代品研究。
各相关行业在履行蒙特利尔议定书，淘汰消耗臭氧层物质的过程中，均有可能遇到替代品工业性质逊于被替代物质，成本升高或者产生其他环境影响的情况。这些问题可通过相关产品的优化设计、对环境风险的管控而得到解决，也可能随着替代品应用规模的增大而得以缓解。但替代品的开发和应用仍然将是各行业在未来一段时期内需要关注的问题。

### 個人
臭氧层的破坏导致到达地面的紫外线辐射增强，引起白内障、皮肤癌等疾病，因此蒙特利尔议定书下的臭氧层保护活动可对个人的健康产生积极的影响。例如，根据美国环保署的估计，由于议定书的实施，约100万美国人可避免在2055-2100年之间由于患皮肤癌而死亡。
在消耗臭氧层物质被淘汰后，由于其用途被限制，产能减小，一般来说这些物质的市场价格会上升。仍然在使用这些物质的个人可能会因价格波动，而需要为继续保有现有的设备付出更多成本。